# Орєховка
Орє́ховка (тат. Ореховка, рос. Ореховка) — присілок, розташований у Зеленодольському районі Республіки Татарстан (Росія). Входить до складу Октябрського сільського поселення. Населення складають росіяни.
Знаходиться за 18 км на схід від районного міста Зеленодольськ на південному боці автомагістралі Казань — Нижній Новгород (A295). Найближчі населенні пункти — село Нова Тура, що лежить за 1 км на північний схід, та закрите селище Загородний Клуб, яке іноді розглядають як частину Дубровки. Останнє прилягає упритул до північно-західних околиць Орєховки й відділене від неї двома контрольно-пропускними пунктами.
Орєховку вирізняє відносно розвинута транспортна мережа: окрім автомагістралі А295 за 1,5 км на схід повз неї проходить автомагістраль М7 (Волга); ще одна дорога зв'язує її з селищем Октябрський, через яке проходить залізниця; в самому присілку є автобусна зупинка. Соціальна інфраструктура в Орєховці розвинута погано, оскільки зорієнтована на заможних мешканців із власними автомобілями, які більшість товарів і послуг купують за її межами. Тут діють нічний клуб, автомийка, готель і кінний клуб. На невеликій відстані від присілка працюють декілька кав'ярень, ресторан, оптовий торговельний центр «Нова Тура», туберкульозний санаторій, а також астрономічна обсерваторія і планетарій Казанського федерального університету.

## Історія
Присілок заснований у 1920-х роках. Спочатку він входив до Ільїнської волості Казанського повіту Арського кантону Татарської АРСР. Надалі неодноразово міняв адміністративне підпорядкування: з 14 лютого 1927 року був у складі Воскресенського району, з 1 серпня 1927 року — Казанського, з 4 серпня 1938 року — Юдинського, з 16 липня 1958 року і дотепер — у складі Зеленодольського району. В XX сторіччі населення Орєховки складали звичайні селяни, зайняті у галузі рослинництва. В XXI столітті з появою поблизу Загородного Клубу присілок зазнав економічного розвитку: в його забудові стали переважати багатоповерхові котеджі, а жителі преорієнтувались на роботу поза його межами, що наклало відбиток на інфраструктуру цього населеного пункту.